# Port lotniczy Paama
Port lotniczy Paama (IATA: PBJ, ICAO: NVSI) – port lotniczy położony na wyspie Paama (Vanuatu).